# أنا الجبان الذي يشبه الفأر
أنا الجبان الذي يُشبه الفأر (بالصينية: 我胆小如鼠) هي مجموعة روائية للكاتب الصيني يوهوا. خطها الكاتب بريشته في الفترة منذ عام 1966 حتى عام 1968، وهذه المجموعة روائية تحوي ثلاث روايات هم: إعصار فصل الصيف، أنا الجبان الذي يشبه الفأر وأحداث الثالث من نيسان. عُرف بطل رواية أنا الجبان الذي يشبه الفأر باسم يانغ جاو، والذي يتشابه نطق اسمه مع نطق كلمة خروف. ويقوم شخص يُدعى لو تشيان جين بمؤامرة كبيرة مع هذا البطل. حدثت قصة الرواية في ثمانينات أو تسعينيات القرن الماضي، حينها كان يُعامِل بطل الرواية يانغ جاو هو والده الناس بالحسنى، لكنهم ردوها لهم بالإساءة، وكانوا يطلقوا عليه لقب «الجبان». كان والد يانغ جاو سائق شاحنة، وتُوفي عندما كان يانغ جاو في الثانية عشر من عمره، حيث لقى حتفه بعد تعاركه مع بعض أعدائه، وضُرب ضرباً مُبرحاً، ثم بعد ذلك أجبروه على أن يقود بهم الشاحنة، حتى اصطدم بجرار وتوفى. هؤلاء الأعداء هم زميله ورفيقه في العمل عامل النظافة «لو تشيان جين»، حيث إن هذا الشخص كان يأكل كثيراً ويتقاعس في عمله، وكان خائناً وجاسوس، وارتكب الكثير من المصائب بغير اكتراث. كان يسعى جاهداً لخلق مقارنات واضحة مع يانغ جاو الذي كان قابعاً في عالمه الخاص. وعلى الرغم من أن لو تشيان جين كان ينام في المصنع ويتقسام غرفته، وكان ذلك لا يكلفه الكثير من المال، كان غير راضياً على كونه عامل نظافة، وكان يتمنى أن يتبادل العمل مع يانغ جاو، ويحل كل منهما محل الآخر. فكان دائماً ما يتردد على المكتب الموجد بالمصنع ليُعلي من شأنه في المكان، وكلما ارتفعت قيمة الراتب كلما تقاسم الغرفة مع عدد أكثر من الناس. تصف هذه الرواية الأشخاص الذين انتُزعت من قلوبهم معاني الإنسانية والرحمة، ويعيشوا في هذا المتجمع الوضيع، متقاعسين عن عملهم، متستمتعين بحياتهم الخاوية، شغلهم الشاغل هو المأكل فقط. لتدرو بهم الدوائر ويلقوا حتفهم مثلهم مثل الخروف الوديع الذي يُذبح في نهاية الأمر. تستخدم الرواية الأسلوب اللغوي السهل المتعارف عليه في الحياة اليومية، وبراعة ترتيب الأحداث. أسلوب الكاتب يجعل القارئ قادراً على أن يتخيل كا ما يقرؤه فيقرأ المكتوب ثم يبتسم. فمثلا يصف ثياب لو تشيان جين الوردية الذي اعتقد خطأً أن يانغ مو الذي يعانقه هو ليس إلا مُغتصب، وهو يحاول أن يهرب من هذه المؤامرة، فلقد استطاع أن يصف ببراعة صورة هذا الخائن على الورق. ناهيك عن كون الرواية تُجسد روح الدعابة في شخصية الكاتب. كافة الأبحاث التي تناولت أعمال الكاتب الأدبية تثريناو تعرفنا أكثر وأكثر عن هذه الأعمال، وأكثر هذه الأبحاث هي أبحاث الأدب المقارن. في الثلاثين عاماً الأخيرة، تُرجمت أعمال الكاتب إلى عدة لغات منها: الإنجليزية، الفرنسية، الإيطالية، الألمانية والفيتنامية وأكثر من أربعين لغة أخرى. ونُشرت في عدة بلاد منها: ألمانيا، فرنسا، أستراليا، إنجلترا، أمريكا، إيطاليا، إسيانيا، البرتغال، السويد، النرويج، الدنمارك، فنلندا، اليونان، روسيا، بلغاريا، المجر، جمهورية التشيك، سلوفاكيا، صربيا، سلوفينيا، بولندا، رومانيا، تركيا، البرازيل، مصر، الكويت، اليابان، كوريا، فيتنام وتايلاند وأكثر من أربعين دولة أخرى. جذب أسلوبه في الكتابة الكثير من الباحثين لمتابعته.